# Djafargulu Agha Djavanchir
Pour l’article homonyme, voir Behbud Khan Djavanchir.
Djafargulu Agha Djavanchir (en azéri : Cəfərqulu xan Məhəmmədhəsən ağa oğlu Sarıcalı-Cavanşir; né en 1787 à Choucha et mort le 3 décembre 1866 à Choucha) est un général de division de l'armée impériale russe, poète azéri, personnalité publique.

## Biographie
Djafargulu Agha est né en 1787 à Choucha. C’est le fils aîné de Mammadhasan agha Djavanchir, major-général de l'armée russe et légataire d'Ibrahimkhalil khan du Karabakh. Après la mort de son père en novembre 1805, il est reconnu comme héritier légal du Khanat du Karabakh par le gouvernement russe qui lui confère une médaille d'or avec l'inscription "Légataire du Karabakh" 

## Prouesses militaires
Djafargulu Agha se distingue particulièrement pendant la guerre russo-persane de 1804 à 1813, lorsqu'il détruit les Iraniens sous Ordoubad et Qafan, en 1806, en commandant la cavalerie de Karabakh. Le 2 janvier 1807, il est promu directement colonel par ordre suprême.

## Récompense
Le 20 février 1820, le colonel Djafargulu Agha reçoit un pistolet en or "avec des diamants et des bijoux" avec une inscription "Pour le courage".
Jafargulu Khan est un poète et auteur des poèmes émouvants sous le pseudonyme de Nava.